# Steel Pulse
Steel Pulse, roots reggae-band som bildades på Handsworth Wood Boys School i Birmingham, England 1975 med David Hinds som sångare och förgrundsfigur. En av de ursprungliga medlemmarna, basisten Ronald McQueen, namngav bandet efter en framgångsrik kapplöpningshäst. Deras första LP, Handsworth Revolution som kom 1978, betecknas som en historisk milstolpe i reggae i allmänhet och i brittisk reggae i synnerhet.

## Ett engelskt reggae-sound
Steel Pulses första LP, Handsworth Revolution (1978) innehöll låtar som "Ku Klux Klan" och skiljde sig markant från all reggae som gjort dittills. Soundet var råare och rockigare än den jamaicanska och brittiska reggae som getts ut tidigare, och kritiken mot det vita samhället och de övergrepp som begåtts mot afrikaner var stenhård. Steel Pulse banade väg för många andra brittiska reggaeband, som till exempel Misty In Roots och Black Slate, och den engelska reggaen kom att skilja sig i allt högre grad från den jamaicanska under 1980-talet.
Ett av Steel Pulses första liveframträdanden var i Victoria Park i London 1978 på Rock Against Racisms (RAR) historiska marsch, karneval och musikgala, tillsammans med artister som The Clash, Tom Robinson och X-Ray Spex. Därefter gick reggaeband, punkband och vänsterorienterande band i bräschen för kampen mot nynazism och fascism, inte bara i Storbritannien utan även i Frankrike, Italien, Danmark, Sverige m.fl europeiska länder.
Steel Pulse och UB40 är bägge reggaegrupper från samma stad och delvis samma stadsdel (Handsworth i Birmingham), och medlemmarna i banden är i ungefär samma ålder, men de har ändå aldrig haft något officiellt samarbete. Steel Pulse brukar tillsammans med Aswad betraktas som den mest framgångsrika brittiska reggaegruppen genom tiderna. Det är emellertid den samhällskritiska och religiösa roots reggaen som avses i detta fall, för UB40 är också ett brittiskt reggaeband, och som sådant förmodligen det mest framgångsrika i världen när det gäller sålda album och inspelade pengar (men bakom Bob Marley and The Wailers i fråga om kändisskap). UB40 satsade tidigt (i mitten av 1980-talet) i sin karriär på softa covers av jamaicanska kärlekslåtar från åren åren kring 1970. Även Steel Pulse och Aswad mjuknade dock med tiden, och den hårda tonen i text och musik ersattes av kärlekslåtar och ett mjukare sound på gränsen till lovers rock.

## Genombrottet i USA
År 1993 var ett historiskt år vad gäller accepterandet av och respekten för reggaemusik på alla scener och i alla sammanhang, och Steel Pulse hade en central roll i detta genombrott. Reggaekonserter, även i politiska sammanhang, med såväl svarta som vita och blandade band i samarbete var något som européerna hade vant sig vid. I Storbritannien hade denna process startat redan under andra hälften av 1970-talet inom ramen för Rock Against Racism (RAR), där Steel Pulse var med. Trots att den jamaicanska reggaegenren toasting var en av grunderna för rap-musiken i USA, hade reggaen aldrig riktigt accepterats i USA. Men år 1993 var Steel Pulse ett av de band som spelade på den nyvalde presidenten Bill Clintons installationsfest. Reggae hade ytterst sällan visats på amerikansk TV, men 1993 var Steel Pulse det första reggaebandet någonsin i en amerikansk pratshow – Tonight med Jay Leno.
Den uppmärksamhet och respekt Steel Pulse fick i amerikansk TV bidrog till att det blev lättare för andra reggaeband att slå sig in på den amerikanska marknaden. Bob Marley fick nya fans och sålde under 1990-talet mer än han hade gjort under sin livstid. De jamaicanska artister som fick chansen i USA efter 1993 var i stort sett bara dancehall-artister, men de homofobiska texter och uttalanden som vissa av dancehall-artisterna gjorde, och alltid hade kunnat göra hemma i Jamaica, medförde att många lovande reggaeartisters karriärer helt kom av sig i USA och Kanada.

## Bandmedlemmar
Nuvarande medlemmar
- David Hinds – sång, rytmgitarr (1975–)
- Selwyn Brown – keyboard, bakgrundssång (1976–)
- Sidney Mills – keyboard, bakgrundssång (1988–)
- Clifford Pusey – sologitarr (1989–)
- Jerry Johnson – saxofon (1992–1997, 2012–)
- Wayne Clarke – trummor (2005–)
- Makiesha McTaggert – bakgrundssång (2005–)
- Amlak Tafari – basgitarr (2005–)

Tidigare medlemmar
- Ronald McQueen – basgitarr (1975–1983)
- Basil Gabbidon – sologitarr, bakgrundssång (1975–1982)
- Colin Gabbidon – trummor (1975–1976)
- Donovan Shaw – trummor (1976–1977)
- Steve Nisbett – trummor, percussion (1977–2001; död 2018)
- Alphonso Martin – percussion, sång (1977–1991)
- Mykaell Riley – percussion, bakgrundssång (1977–1978)
- Melvin Brown – sologitarr (1982–1989)
- Alvin Ewen – basgitarr, percussion (1983–2005)
- Tyrone Downie – keyboard (1985)
- Errol Reid – keyboard (1985–1994)
- Yaz Alexander – bakgrundssång (1991–1997)
- Steve Morrison – trombon (1991–1992)
- James Renford – saxofon (1991–1992)
- Kevin Batchelor – trumpet (1992-1997)
- Clark Gayton – trombon (1992–1997)
- Conrad Kelly – trummor (1994–2005)
- Micah Robinson – trombon (1998–2015)
- Donna Sterling – bakgrundssång (1998–2004)
- Sylvia Tella – bakgrundssång (1998–1999)
- Melanie Lynch – backing vocals (2004–2009)
- Traciana Graves – bakgrundssång (2004)
- Marea Wilson – bakgrundssång (2004–2005)
- Donovan McKitty – sologitarr (2008–2015)

## Diskografi

### Album
- Handsworth Revolution (1978)
- Tribute to the Martyrs (1979)
- Caught You (1980)
- True Democracy (1982)
- Earth Crisis (1984)
- Babylon the Bandit (1985)
- State of Emergency (1988)
- Victims (1991)
- Vex (1994)
- Rage and Fury (1997)
- African Holocaust (2004)
- Mass Manipulation (2018)

### Livealbum
- Rastafari Centennial - Live In Paris (Elysee Montmartre) (1992)
- Living Legacy (1998)

### Samlingsalbum
- Reggae Greats (1984)
- Smash Hits (1993)
- Rastanthology (1996)
- Sound System: The Island Anthology (1997)
- Living Legacy (1999)
- Ultimate Collection (2000)
- 20th Century Masters: The Millennium Collection: The Best of Steel Pulse (2004)
- Rastanthology II: The Sequel (2006)
- Love This Reggae Music: 1975-2015 (2016)

## Fotnoter
1. ↑   Rock Against Racism, bloggsamling
2. ↑  Love Music, Hate Racism (2008). Nättidning Arkiverad 12 november 2007 hämtat från the Wayback Machine.
3. ↑  Vic Motune i The Voice/Voice Online (2008). "Steel Pulse: Breaking Boundaries".
4. ↑  Answers.com: Bob Marley (2008)
5. ↑  The Michigan Daily (21 nov 2007) "Bob Marley: more than a poster and a spliff." ”Arkiverade kopian”. Arkiverad från originalet den 5 juli 2008. https://web.archive.org/web/20080705104103/http://media.www.michigandaily.com/media/storage/paper851/news/2007/11/21/Music/Bob-Marley.More.Than.A.Poster.And.A.Spliff-3113290.shtml. Läst 21 juni 2008.
6. ↑  ”King, Carlos (26 feb 2008): "Who's really responsible for Dancehall decadence?" (på portalen Jamaicans.com).”. Arkiverad från originalet den 8 juni 2008. https://web.archive.org/web/20080608153355/http://www.jamaicans.com/music/articles_reggae/dancehalldecadence.shtml. Läst 21 juni 2008.